# Cayo Espanto
Cayo Espanto ist eine Insel vor der Küste von Belize. Sie gehört zu den etwa 450 Inseln des Belize Barrier Reefs. Verwaltungstechnisch gehört sie zum Belize District. Die Insel ist in Privatbesitz, Eigentümer ist der US-amerikanische Immobilienmakler Jeff Gram.
Bis 1997 war die Insel namenlos und bildete gemeinsam mit zwei benachbarten, winzigen Inselchen die Pinkerton Islands. 1997 kaufte der aus Atlanta stammende Jeff Gram die Insel und benannte sie in Cayo Espanto um, auf Deutsch die „schreckliche Insel“, weil sie gemäß lokaler Folklore verflucht sei. Im Dezember 1998 eröffnete Gram ein Resort mit fünf Bungalows für Gäste. Es gibt einen Hubschrauberlandeplatz, ein Spa, einen Fitnessraum und eine PADI-Tauchbasis auf der Insel. Verkehrstechnisch ist die Insel auf Anforderung per Boot von San Pedro oder per Helikopter vom Philip S. W. Goldson International Airport in Belize City aus zu erreichen. 2022 wurde das Resort vom Reader’s-Digest-Magazin zu den „20 besten All-Inclusive-Resorts für Erwachsene“ der Welt gezählt. Diverse Prominente waren in der Vergangenheit Gast auf Cayo Espanto, unter anderem Leonardo DiCaprio, der zusammen mit Jeff Gram die nahegelegene Insel Blackadore Caye aufkaufte, um dort ein weiteres Resort zu gestalten.